# Coemansia mojavensis
Coemansia mojavensis är en svampart som beskrevs av R.K. Benj. 1958. Coemansia mojavensis ingår i släktet Coemansia och familjen Kickxellaceae.   Inga underarter finns listade i Catalogue of Life.